# سنت تروپه
سنت تروپه (به فرانسوی: Saint-Tropez) یک کمون در فرانسه است که در بخش ور در منطقه پروانس-آلپ-کوت دازور این کشور واقع شده‌است. این شهر در ۶۸ کیلومتری (۴۲ مایلی) غرب نیس و ۱۰۰ کیلومتری (۶۲ مایلی) شرق مارسی، در کوت دازور فرانسه، که یکی از شناخته شده‌ترین شهرهای آن است، قرار دارد.
در سال ۲۰۱۸، سنت تروپه ۴۱۰۳ نفر جمعیت داشت. مجموعه آبی باریک مجاور، خلیج سن تروپه (به فرانسوی: Golfe de Saint-Tropez) است که تا سنت ماکسیم در شمال زیر فلات مورها (به فرانسوی: Massif des Maures) امتداد دارد.
سنت تروپه تا اوایل قرن بیستم یک دژ نظامی و دهکده ماهیگیری بود. این اولین شهر در این ساحل بود که در طول جنگ جهانی دوم به عنوان بخشی از عملیات دراگون آزاد شد. پس از جنگ، این شهر به یک استراحتگاه ساحلی بین‌المللی تبدیل شد که عمدتاً به دلیل هجوم هنرمندان موج نو فرانسه در سینما و جنبش یه-یه در موسیقی مشهور بود. بعداً این مکان به تفرجگاهی برای ثروتمندان و گردشگران اروپایی و آمریکایی تبدیل شد.